# Каниковский, Иван Семёнович
Иван Семёнович Каниковский (25.07.1910, Диковка [ныне Кировоградская область] — 1973, село Теленешты) — учитель Теленештской средней школы (Теленештского района Молдавской ССР), Герой Социалистического Труда.

## Биография
Родился 25 июля 1910 года в селе Диковка Херсонской губернии (ныне Александрийский район Кировоградской области). Молдаванин. Трудовую деятельность начал в 1928 году на строительстве Харьковского тракторного завода. В 1930 году по путёвке комсомола был направлен на учёбу в педагогический техникум в городе Балта Одесской области. После выпуска в 1934 году был направлен в школу села Бутор. Работал учителем начальных классов, а с 1937 года — учителем географии. Одновременно заочно учился в Одесском педагогическом институте, окончил только три курса.
В 1939 году был призван в Красную Армию. Участник войны с Финляндией 1939—1940 годов. В Великую Отечественную войну первый бой принял в составе 44-го стрелкового полка 42-й стрелковой дивизии в Брестской крепости. 24 июня 1941 года был ранен, попал в плен. Содержался в лагере Слобозия. В 1944 году был освобождён частями Красной Армии. Участвовал в боях на завершающем этапе войны, освобождал Болгарию, Югославию, Венгрию. В 1945 году был демобилизован.
Вернулся в Молдавию, где его ждала семья. Работал инспектором Дубоссарского районного отдела народного образования Молдавской ССР. В 1947 году вступил в ВКП (б) / КПСС. В 1947—1948 года на партийной работе — заведующий отделом Дубоссарского райкома КП Молдавии. В 1948 году вернулся в систему народного образования. Работал директором средней школы в селе Теленшты, заведующим Теленештским районным отделом народного образования. Весь педагогический опыт, организаторские способности отдавал восстановлению и укреплению сети школ и дошкольных учреждений района. С 1966 года работал учителем географии в средней общеобразовательной трудовой политехнической школе села Теленешты. Глубокое знание предмета, высокое педагогическое мастерство, любовь к детям снискали И. С. Каниковскому большое уважение со стороны учащихся, родителей и товарищей по работе. Добивался полной успеваемости учащихся по своему предмету, интересно организовывал внеучебную работу. Большое внимание уделял изучению школьниками своего родного края, экономической географии республики. Созданный по его инициативе, музей родного края стал образцовым в республике.
Указом Президиума Верховного Совета СССР от 1 июля 1968 года за большие заслуги в деле обучения и коммунистического воспитания учащихся Каниковскому Ивану Семеновичу присвоено звание Героя Социалистического Труда с вручением ордена Ленина и золотой медали «Серп и Молот».
Работал в школе до выхода на пенсию в 1970 году. Избирался членом бюро Теленештского РК КП Молдавии, депутатом местных Советов народных депутатов, председателем Теленештского райкома профсоюза работников просвещения, высшей школы и научных учреждений. Жил в селе Теленешты. Умер в 1973 году.
Награждён орденом Ленина, медалями, знаком «Отличник народного образования Молдавской ССР».